# Ediz Bahtiyaroğlu
Ediz Bahtiyaroğlu (bosnisch Edis Bahtijarević; * 2. Januar 1986 in Novi Pazar, SFR Jugoslawien; † 5. September 2012 in Eskişehir, Türkei) war ein türkischer Fußballspieler bosniakischer Abstammung.

## Karriere

### Vereine
Bahtiyaroğlu spielte in seiner Jugend für Bursaspor und Ankaraspor. In der Saison 2004/05 wurde er in die 1. Mannschaft von Ankaraspor berufen. Kurz vor Ende der Transferperiode wurde er an Keçiörengücü verliehen. Er kehrte nach einer Saison zurück zu Ankaraspor und spielte fortan für die Leoparden. In der Saison 2009/10 wechselte Ediz auf Leihbasis zu MKE Ankaragücü. Dort wurde er im Sommer 2010 unter Vertrag genommen und einige Tage später an Bucaspor ausgeliehen. Am 5. Januar 2012 wechselte Bahtiyaroğlu zu Eskişehirspor. Dort absolvierte er bis zu seinem Tod 14 Pflichtspiele.

### Nationalmannschaft
Ediz Bahtiyaroğlu spielte von 2006 bis 2008 insgesamt neun Spiele für die türkische U-21-Auswahl. Sein Debüt gab er am 15. November 2006 gegen Dänemark.
Da Ediz bosnischer Abstammung war, soll er sich nach einem Gespräch mit dem bosnischen Nationaltrainer Safet Sušić entschieden haben, zukünftig für Bosnien spielen zu wollen. In einem Fernsehinterview dementierte Bahtiyaroğlu seine angebliche Entscheidung in Zukunft für Bosnien spielen zu wollen.

## Tod
Am 5. September 2012 verstarb Ediz Bahtiyaroğlu nach einem Herzinfarkt in seiner Wohnung.

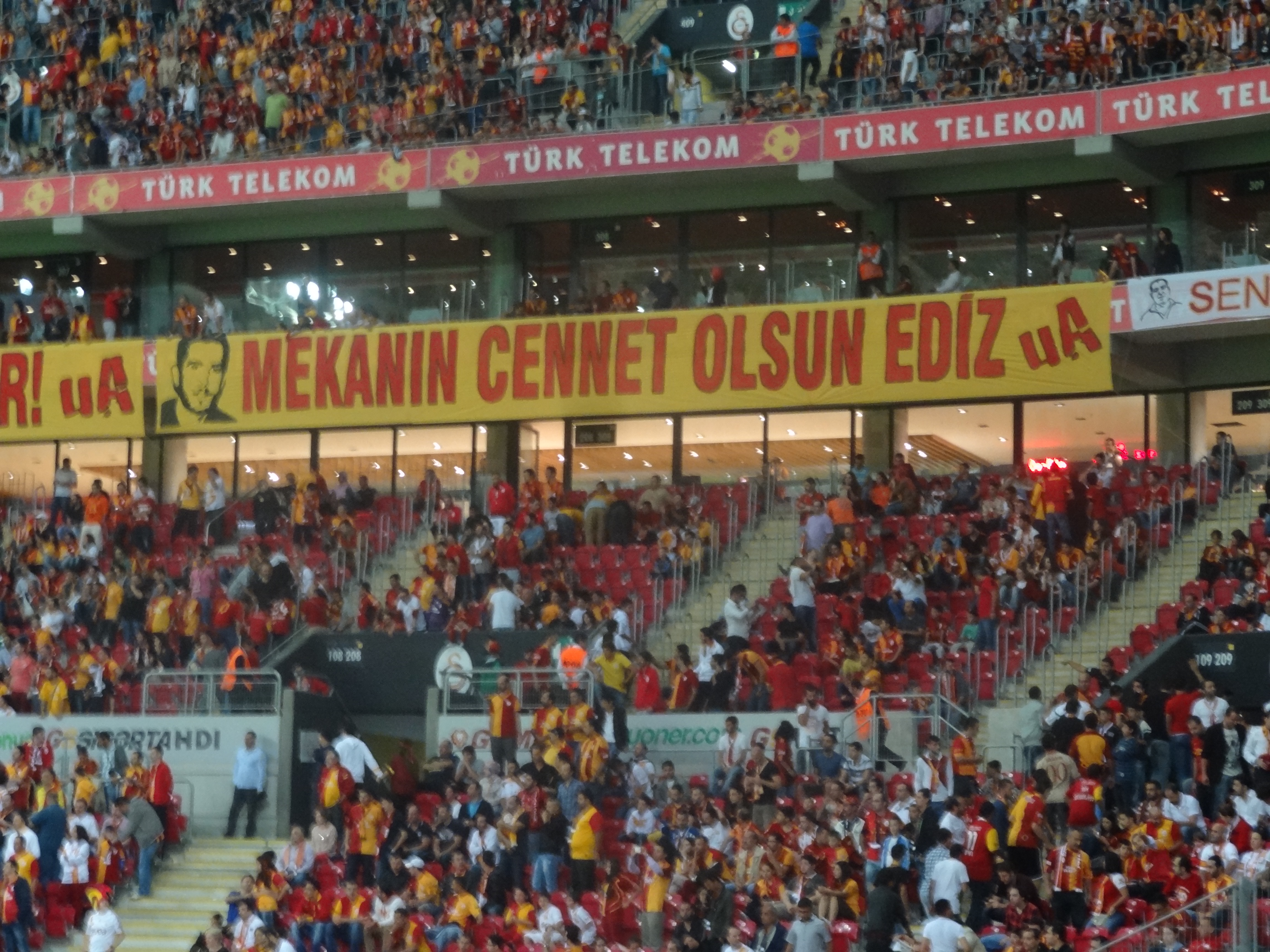
Ehrung von Galatasaray - Fans für Ediz Bahtiyaroğlu